# Relaciones Azerbaiyán-Bélgica
Las relaciones Azerbaiyán-Bélgica son las relaciones diplomáticas entre Azerbaiyán y  Bélgica, que se iniciaron el 17 de junio de 1992. La embajada de Azerbaiyán en Bruselas entró en funcionamiento en abril del 1995, y la de Bélgica en Bakú, el 1 de noviembre de 2007. 

## Relaciones bilaterales

### Durante elsigloXX
El 3 de mayo de 1994, el presidente de Azerbaiyán Heydar Aliyev realizó su primera visita oficial a Bélgica. Durante la visita, el presidente se reunió con el primer ministro de Bélgica, Jean Luc Dehaene, para la firma del programa Asociación para la Paz de OTAN. 
El 18 de abril de 1995, Heydar Aliyev realizó otra visita a Bélgica y de nuevo fue entrevistado por Jean Luc Dehaene.  
De 21 al 27 de abril de 1996, durante las visitas a los países de Europa Occidental, el presidente de Azerbaiyán realizó una visita a Bruselas. En su discurso, él señaló la importancia de la cooperación entre Azerbaiyán y Bélgica.  
El 13 de abril de 1998, el primer ministro de Bélgica visitó por primera vez Azerbaiyán. En el transcurso de la entrevista con el presidente de Azerbaiyán, Jean Luc Dehaene señaló la importancia estratégica de los dos países. Durante la visita se firmaron tres documentos. Estas entrevistas han creado la oportunidad para el desarrollo futuro de las relaciones entre la República de Azerbaiýan y Reino de Bélgica. La primera visita del primer ministro a Bakú y la firma de Declaración conjunta se han convertido en primer paso de la elaboración de marco reglamentario.        

### Durante elsigloXXI
El 24 de noviembre de 2001, Heydar Aliyev recibió a la delegación y el grupo de amistad intergubernamental “Azerbaiyán-Bélgica”.        
El 18 de mayo de 2004, Ilham Aliyev realizó su primera visita oficial a Bélgica y entrevistó el primer ministro belga, Guy Verhofstadt. Durante la reunión, el presidente y el primer ministro firmaron tres acuerdos:         
1. La convención;
2. Acuerdo sobre la protección mutua de las inversiones;
3. Acuerdo bilateral sobre ayuda administrativa aduanera mutua.

En Bruselas, en  mayo de 2004 fue establecido el monumento del “Libro de Dede Korkut”.  
El 7 de abril de 2005, la delegación belga a la cabeza del Presidente de la Cámara de Representantes de Bélgica Herman de Croo,  realizó una visita a Bakú. Él señaló la cooperación efectiva de Azerbaiyán con la OTAN, también subrayó la colaboración con UE en el ámbito energético y en las otras esferas. 
El 1 de noviembre de 2007, en Azerbaiyán entró en funcionamiento la primera embajada de Bélgica en los países del Cáucaso Meridional.  
El 24 de septiembre de 2009 en Bruselas tuvo lugar el Seminario “Azerbaiyán y Georgia: negocios y oportunidades”.   
El 23 de noviembre de 2010 en Bakú se creó el foro de negocios azerbaiyano-belga con la participación de las compañías azerbaiyanas y belgas.  
En marzo de 2012, la delegación del Grupo de Trabajo por los asuntos intergubernamentales con Bélgica de la Asamblea Nacional de la República de Azerbaiyán realizó una visita a Bruselas.   
En el año de 2012 la República de Azerbaiyán y el Reino de Bélgica celebraron el 20 aniversario de las relaciones diplomáticas.   
En abril de 2015 en Bakú tuvo lugar el foro de negocios azerbaiyano-belga. El foro ha sido una buena oportunidad para la ampliación de las relaciones comerciales entre ambas partes. En 2 años, Azerbaiyán y Bélgica firmaron 7 acuerdos, de los cuales tres son del ámbito económico.     
En el año de 2017, Azerbaiyán y Bélgica celebraron el 25 aniversario de las relaciones diplomáticas entre estos dos países. 
Actualmente en Azerbaiyán se encuentran en funcionamiento compañías belgas de las esferas comerciales, de transporte, comunicación, etc. Azerbaiyán exporta a Bélgica gas y petróleo. Bélgica exporta a Azerbaiyán varias máquinas y materiales eléctricos.        

### Relaciones culturales
En los últimos años, la cifra de los estudiantes azeríes en Bélgica se aumentó. Cada año se ofrece a un estudiante y a un profesor de Azerbaiyán las becas para la participación en cursos de verano de la Universidad Libre de Bruselas.       
En Bélgica está en curso el Centro Europeo de los Azerbaiyanos, la sociedad “Casa azerbaiyana-belga” y la “sociedad de la amistad Azerbaiyán-Bélgica”. Se pasan varias actividades para informar a la gente belga sobre la cultura y historia de Azerbaiyán. 